# Simon Hix
Simon Hix (n. 5 septembrie 1968) este un politolog britanic care deține profesura de politici europene și comparate la universitatea London School of Economics and Political Science. Este autorul unor cărți despre Uniunea Europeană, precum What's Wrong with the European Union and How to Fix It (tr. română Ce-i în neregulă cu Uniunea Europeană și cum se poate repara), "Democratic Politics in the European Parliament" (tr. română Politică democratică în Parlamentul European, împreună cu Abdul Noury și Gérard Roland) și manualul "The Political System of the European Union" (tr. română Sistemul politic al Uniunii Europene).
A obținut doctoratul în științe politice și sociale la European University Institute din Florența în 1995 și a conferențiat despre politica europeană la Universitatea Brunel între 1996-1997, înainte de a ajunge la London School of Economic în 1997. Principalele sale câmpuri de cercetare sunt studiul votului în parlamente, studiul instituțiilor democratice și politica Uniunii Europene.

## Cărți
- Europeanised Politics? European Integration and National Political Systems (2001), cu Klaus Goetz (editori), Londra: Frank
- The European Parliament at Fifty. Ediție specială a revistei Journal of Common Market Studies 41(2) (2003), cu Roger Scully (editori).
- The Political System of the European Union (2005), a II-a ediție, Londra: Palgrave.
- Democratic Politics in the European Parliament (2007), co-autori Abdul Noury și Gérard Roland,  Cambridge
- What’s Wrong with the European Union and How to Fix It (2008), Londra: Polity.
- The Political System of the European Union (2011), a III-a ediție, cu Bjørn Høyland,  Londra: Palgrave.